# Colton Brown
Colton Brown (Nuevo Brunswick, 8 de octubre de 1991) es un deportista estadounidense que compite en judo. Ganó cuatro medallas en el Campeonato Panamericano de Judo entre los años 2016 y 2020.

## Palmarés internacional
| Campeonato Panamericano | Campeonato Panamericano   | Campeonato Panamericano | Campeonato Panamericano |
| Año                     | Lugar                     | Medalla                 | Categoría               |
| ----------------------- | ------------------------- | ----------------------- | ----------------------- |
| 2016                    | La Habana (Cuba)          | Medalla de plata        | –90 kg                  |
| 2017                    | Ciudad de Panamá (Panamá) | Medalla de plata        | –90 kg                  |
| 2018                    | San José (Costa Rica)     | Medalla de bronce       | –90 kg                  |
| 2020                    | Guadalajara (México)      | Medalla de bronce       | –90 kg                  |